# 查理·喬治·戈登
查理·喬治·戈登（英語：Charles George Gordon，1833年1月28日—1885年1月26日），大英帝國陸軍少將。因在大清指挥雇佣“常勝軍”协助李鸿章及刘铭传淮军與太平軍作战，获得兩宮太后授予「常州提督」、赏穿黃馬褂而得到“中國人戈登”（Chinese Gordon）之稱號。大英帝國賜之「巴斯勳章」，後將其調任至蘇丹任總督，最後於任內爆發的馬赫迪戰爭中陣亡。

## 早年生活
戈登出生在倫敦的伍爾維奇，是皇家炮兵部队的H. W. Gordon將軍的第4個兒子。他在陶頓學校（Taunton School）受教育，1848年進入皇家軍事學院（Royal Military Academy）。1852年，他任官為皇家工兵部队少尉，在查塔姆的皇家工兵學校繼續完成他的訓練，並在1854年晉升到中尉。
一開始他奉派建造威爾斯的米爾福德港的防禦工事。但由於克里米亞戰爭的爆發，他在1855年1月被指派到巴拉克拉瓦（Balaklava，現屬烏克蘭）。6月18日到9月8日他參與了對塞瓦斯托波爾的攻擊。
另外他也參與了英國與帝俄的金伯恩战役，並在衝突結束後回到塞瓦斯托波爾。戈登伴隨一個國際和平委員會劃定俄國和土耳其在比薩拉比亞的新國界。他繼續他在小亞細亞的調查工作，並在1858年底回到英國，出任工兵學校教師，而且在1859年晉升為上尉。

## 中國

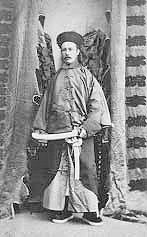
身穿朝服查理·喬治·戈登

1860年，第二次鴉片戰爭爆發，戈登随英法联军来到中国，在9月抵達天津，其后参与了佔領北京与火燒圆明园的行動。10月《北京条约》签订，增加天津为通商口岸，并开辟英法美租界。天津英租界首先开辟，时任工兵上尉的戈登是划定界限和规划道路的主要设计者。
1850年起，太平天国在兩廣、湖廣等省连战皆捷，並于1853年佔領金陵（今日江蘇南京），改稱天京並定都於此。清朝蘇松太道道尹吳煦出面，富商楊坊出資，居于上海的歐美移民也協助成立洋枪队以防御城池。洋枪队由美國人弗雷德里克·湯森德·華爾指揮，在上海西郊与太平军多次發生零星战斗，情势逐渐不利。1862年英將士迪佛立率军抵达，配合華爾和另一支小型法軍抵抗太平軍势力，1862年底夺回原本被太平軍佔領的嘉定、青浦等地，同年也改名為常勝軍。
華爾陣亡于慈溪之战，由美國人白聚文繼任，但因劫掠清军餉四萬銀元，被撤职。江蘇巡撫李鴻章要求士迪佛立另指派英國軍官來指揮洋槍隊。士迪佛立選擇了时任少校的戈登。1863年3月，戈登在松江接任指揮，与華爾不同的是，戈登严禁常勝軍士兵劫掠，在军中採以严刑峻法，軍紀嚴明。戈登重整軍隊並支援常熟成功，很快得到士兵們的尊敬。李鸿章的淮军与戈登率领的洋枪队密切配合，在江苏的战场上频频得手。戈登得知守将纳王郜永宽等与主帅谭绍光不和，有投降之意，便与李鸿章商量诱降郜永宽，李鴻章命部將程學啟與郜永宽定下降約，由戈登居中做保人。
11月，蘇州被常胜军和李鸿章的淮军合力攻下。1864年5月，太平軍在天京（今南京）外圍最後一個堡壘常州府失陷，常勝軍的聲望也達到最高峰。同治二年十月二十六日（1863年12月5日），郜永宽、伍贵文、汪安均等八名太平军降将到淮军营中见李鸿章，程学启率百余人突入午宴，将八名降将杀死。程学启提着八人首级入城，称“八人反侧，已伏诛矣！”戈登對殺降一事不滿，痛罵程學啟不講道義，与之断交，又提着火枪要找李鸿章算帐，逼得李鸿章四处躲藏。由於找不到李鸿章，戈登發出了最後通牒，要求李鸿章下台，否则他就率“常胜军”进攻淮军。后他率军返回昆山，同時要求英國駐華公使卜魯斯，希望英國政府能夠協助，迫使李鴻章下台。李鸿章急忙向英国人赫德和馬格里（郜永寬的女婿）求援，请他们代为调解；李鸿章在给朝廷的《骈诛八降酋片》中说：“惟洋人性情反覆，罔知事体，如臣构昧，恐难驾驭合宜。设英公使与总理衙门过于争执，惟有请旨将臣严议治罪以折服其心。”，且李給曾國荃的信中，洋洋得意地說，這次「拴殺偽王六，偽天將五，皆忠逆部下悍黨，稍可自娛」，在給郭嵩燾的信中也說，這次「蘇州、無錫苦戰數月而得之，所以少愜意者，誘斬六偽王四天將，而解散忠黨二十萬之眾」。曾国藩竟然称赞这种行径说：“此间近事，惟李少荃在苏州杀降王八人最快人意”，“殊为眼明手辣”。
1864年，與李鴻章合作攻陷常州之後，常勝軍解散，李鴻章奏請兩宮太后，授與戈登為「常州提督」封為子爵、賞穿黃馬褂並賜三等“御賜雙龍寶星勳章”，戈登拒絕受封子爵，僅接受象徵性的榮譽黃馬褂和一面皇帝御賜的功績金牌。回英國後，蘭開夏發生飢荒，戈登將金牌抹去字跡捐出。
英國晉升他為中校，賜“巴斯勳章”。

## 非洲
戰後，戈登短暫回到英國，並負責指揮皇家工兵在泰晤士河南岸格雷夫森附近的防禦要塞。1871年10月，戈登代表英國到多瑙河委員會去維持多瑙河河口的加拉茨的船隻航行。
1872年戈登被派去克里米亞檢閱當地的英軍公墓，當他經過伊斯坦堡時，認識了當時的埃及總理努巴尔帕夏，他和戈登商議在土耳其駐埃及總督伊斯梅尔帕夏手下工作。1873年，戈登在英國政府的同意下接受了總督的邀請，並在1874年初到達埃及，戈登在那裏成為埃及軍的上校。
埃及政府從1820年代開始往南擴張，並在英國探險家塞缪尔·怀特·贝克的領導下，在1870年2月到達尼羅河上游的喀土穆，1871年6月到達剛多卡洛。貝克在當地遭遇了極大的困難，所以總督要求戈登去處理當地事務。在開羅待一小段時間後，戈登經由薩瓦金（蘇丹海港）和柏柏爾（蘇丹北部城鎮）到喀土穆，從喀土穆他又繼續沿著白尼羅河到了剛多卡洛。
戈登留在剛多卡洛省直到1876年10月。他建立從索伯特河（Sobat）到烏干達前線的哨站，以及打擊奴隸交易活動。然而戈登開始和埃及官員和蘇丹發生衝突，這導致戈登回到倫敦並通知總督他不會回到蘇丹。總督寫信給他，戈登同意回到埃及，但堅持他必須成為全蘇丹的總督。在總督同意一些討論後，戈登成為全蘇丹的總督。
成為總督後，戈登開始處理一些更廣的問題。其中一個是改善埃及和阿比西尼亞（今衣索匹亞）的關係，主要是對Bogos地區的爭議。戰爭在1875年爆發，埃及軍隊被擊敗，於是戈登到Bogos與阿比西尼亞談判，不過並沒有得到回復。不久，達佛又爆發起義，叛軍相當龐大，而戈登認為外交途徑是比較好的解決方法。這次戈登只帶一名翻譯員到敵營談判。這個大膽的行動被認為是成功的，一些叛軍加入他，另一些則撤回南方。1878年3月戈登被召到開羅，他被指派為委員會主席。埃及總督伊斯梅爾在1879年辭職，並把位子傳給他的兒子。
戈登回到南方，到阿比西尼亞南方的哈勒爾，他發現當地官僚相當腐敗，於是他將當地官員免職。然後他又繼續打擊達佛的奴隸交易活動。他的部屬Gessi Pasha成功結束加札爾河地區的暴動。他又試著與阿比西尼亞簽訂和約，不過沒有成功。他回到開羅並辭去總督的職務，他對於經年累月繁雜的工作感到筋疲力盡。
1880年戈登在布魯塞爾拜訪比利時國王利奧波德二世，並應邀幫忙負責剛果自由邦的事務。4月，好望角殖民政府提供他一個地方軍隊的指揮職務。5月，即將到印度擔任總督的Ripon侯爵要求戈登當他的私人祕書。戈登同意最後的這個請求，但在他到印度不久便辭職。辞职后，他在7月再度来到中國北京，和這時已是直隶总督兼北洋大臣的李鴻章會面，李告訴他中國和俄國因为伊犁事件有戰爭的危機，於是戈登便用他的影響力來確保和平。戈登回到英國，但在1881年4月又離開到模里西斯指揮當地的皇家工兵。他留在模里西斯直到1882年3月，當他晉升為少將時。調派到好望角去增援巴苏陀兰（今賴索托）。數月後，他回到英國。不久後，戈登又前往巴勒斯坦，一個他一直渴望拜訪的地方，並在那裡待一年。比利時國王再次邀請他管理剛果自由邦的事務，他接受並且回到倫敦準備。但在他到達英國不久，英國政府要求他立刻去蘇丹，那裡的情況在他離開後變得相當糟糕，穆罕默德·艾哈邁德·馬赫迪自稱是馬赫迪（「導師」），馬赫迪戰爭在他的領導下爆發。
蘇丹的埃及軍隊無法抵擋這場暴動，埃及政府則正忙於陣壓另一場暴動。1882年9月後，蘇丹處於一個瀕臨毀滅的位置。1883年12月，英國政府命令埃及放棄蘇丹，但撤離行動是困難的，數千名埃及士兵、平民和他們的家眷仍然困在蘇丹。英國政府於是要求戈登前往喀土穆處理並撤離人員。
1884年1月，戈登到達開羅；在開羅，他再度出任為總督，踏上前往喀土穆的不歸路。2月18日，他抵達喀土穆。戈登開始著手遣返婦孺和傷者回到埃及，約2500人在救主軍封鎖道路前被撤離。戈登希望有影響力的地方領導人Zobeir能接管蘇丹，不過英國政府以他曾經是奴隸贩卖商的身份拒絕。
叛軍在喀土穆和蘇丹東部附近不斷進攻，而薩瓦金的埃及軍隊則不斷的被擊敗。一支由葛雷漢（Gerald Graham）將軍的英國部隊曾派遣到薩瓦金，並迫使叛軍撤離當地。戈登曾強烈主張從薩瓦金到柏柏爾的道路應重新開放，不過這要求被倫敦政府所回絕。4月，葛雷漢將軍和他的軍隊撤離。5月，柏柏爾的守軍投降，喀土穆被完全隔離。
1884年3月18日，喀土穆圍城戰開始。雖然英國政府決定放棄蘇丹，但民間仍有許多人呼籲派兵拯救戈登。直到8月英國政府才決定拯救戈登，但直到11月英國救援隊才準備開始行動。
12月底，部隊到達Korti。1885年1月20日，他們到達Metemma，在那裡他們發現戈登四個月前派來的砲艇，準備用來把他們運往尼羅河上遊。24日，兩艘汽船出發前往喀土穆，但當他們在28日抵達時，發現喀土穆已經淪陷，戈登已戰死兩天，後遭敵人斬首，並且梟首示眾。后只找到軀體，但找不到头。

## 影響

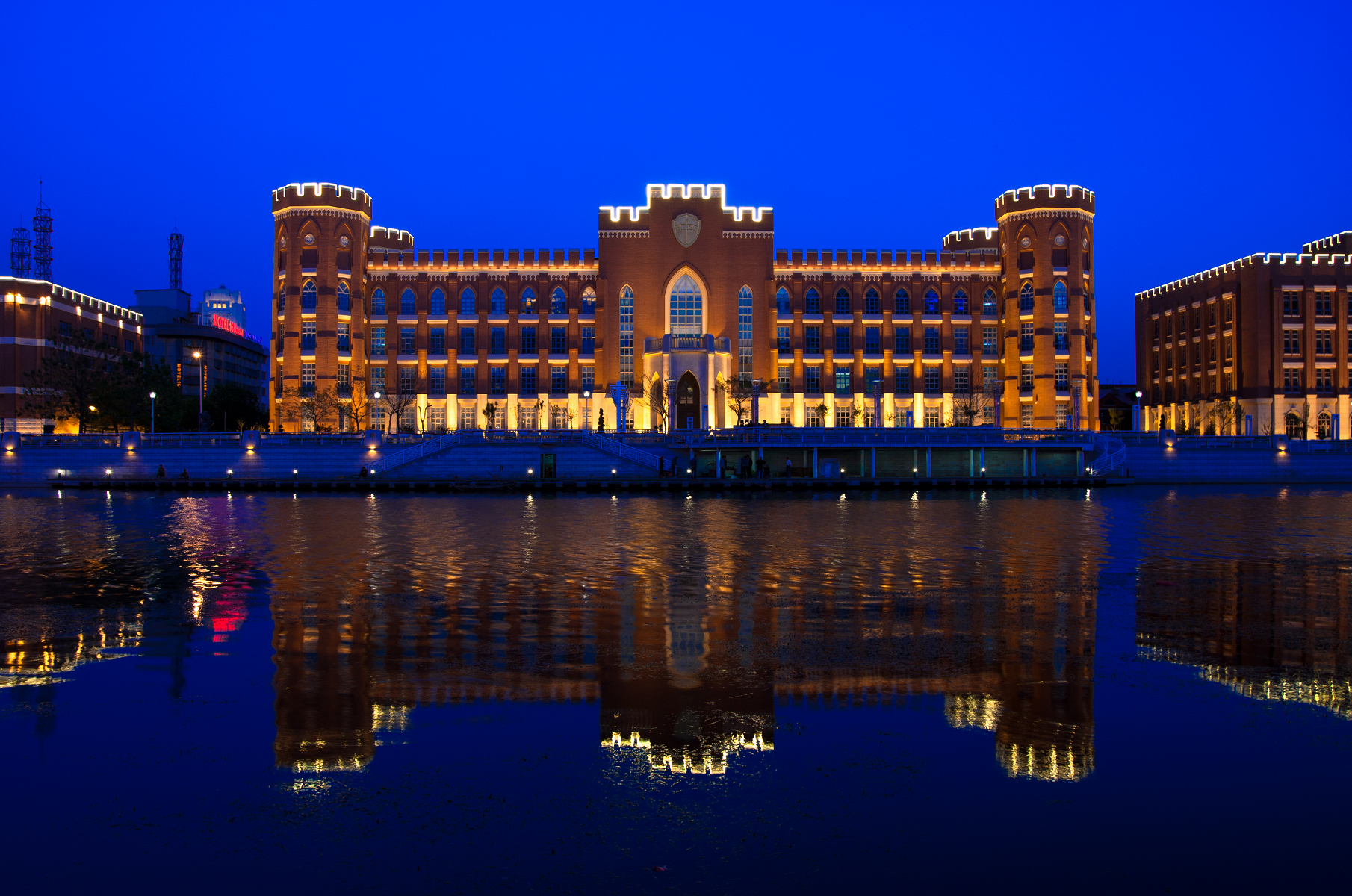
2010年，天津市在海河南岸重建了原天津英租界工部局戈登堂

戈登的死讓當時的英國首相威廉·尤尔特·格莱斯顿被逼下台，並導致自由黨政府垮台，開始保守黨的長期執政。另一方面，增加英國吞併蘇丹的決心；1898年，英軍擊敗救主軍，蘇丹從此成為英國与埃及共治的殖民地，直到1956年獨立。
1890年，天津英租界的工部局大楼落成，为了纪念戈登在开辟和规划该租界方面的贡献，这座大楼命名为戈登堂。在落成典礼上，戈登的巨幅照片挂在会场的中央。直隶总督兼北洋大臣李鸿章在盛赞戈登的军事指挥才能后，宣布大楼正式开放。1897年天津英租界第一次扩充后，将新筑的一条马路命名为戈登道（今湖北路）。1976年，唐山大地震中，戈登堂部分损毁被拆除。2010年，天津市在海河南岸重建戈登堂，作为国家金融监督管理总局天津监管局的场所。
馬祖列島當中的高登島（戈登島）亦是因為紀念戈登而有此名，不過詳細的紀念年份不詳，僅知清光緒20年（1894年），陳壽彭翻譯英國海軍圖官局之《中國江海險要圖誌》時，已有此名。
在戈登曾经活动过的上海，1900年，上海公共租界也将西区新筑的一条重要道路命名为戈登路（Gordon Road，今江宁路）。

## 名言
戈登嘗言：“中國人民耐勞易使，果能教練，可轉弱為強。”又曰：“中國海軍利於守，船砲之製，大不如小。”當時稱其將略云。

## 相關作品
- General Gordon's Last Stand－1885年由George William Joy所繪，現藏於里茲市立藝廊（Leeds City Art Gallery）
- 英國電影（英語：Khartoum）

## 延伸阅读
[在维基数据编辑]
 《清史稿·卷435》，出自趙爾巽《清史稿》
 在维基共享资源阅览影像、分类